# Polyipnus ovatus
Polyipnus ovatus és una espècie de peix pertanyent a la família dels esternoptíquids.

## Descripció
- Fa 4,7 cm de llargària màxima.[5]

## Hàbitat
És un peix marí i tropical que viu entre 194 i 209 m de fondària.

## Distribució geogràfica
Es troba al Pacífic occidental central: les illes Filipines.

## Observacions
És inofensiu per als humans.